# Garry Shandling
Garry Emmanuel Shandling (29. listopadu 1949 Chicago, Illinois – 24. března 2016 Los Angeles, Kalifornie) byl americký komik, herec, režisér, scenárista, a zpěvák. Během své čtyři desetiletí dlouhé kariéry byl dvakrát nominován na Zlatý glóbus a devatenáctkrát na cenu Emmy, kterou obdržel v roce 1998.
Kariéru zahájil psaním sitcomů Sanford and Son a Welcome Back, Kotter. Komediální stand-up výstupy začal předvádět v pořadu The Tonight Show Starring Johnny Carson, v němž se stal jedním z hlavních kandidátů na vystřídání moderátora Johnnyho Carsona. V období 1986–1990 tvořil vlastní zábavný pořad It's Garry Shandling's Show na americké stanici Showtime. Pořad obdržel čtyři nominace na cenu Emmy včetně jedné pro Shandlinga. V letech 1990, 1991, 1993 a 1994 moderoval předávání cen Grammy a v letech 2000 a 2004 pak udílení cen Emmy (spolumoderoval také ročník 2003).
Mezi roky 1992–1998 se stal spolutvůrcem sitcomu The Larry Sanders Show, vysílaného na HBO, v kulisách fiktivní pozdně večerní talk-show. Za pořad získal 18 nominací na cenu Emmy a roku 1998 zvítězil v kategorii Nejlepší scénář pro komediální seriál spolu s Petrem Tolanem, za závěrečný dvoudíl sitcomu „Flip“.
Ve filmu ztvárnil vracející se postavu marvelovského vesmíru ve snímcích Iron Man 2 a Captain America: Návrat prvního Avengera. Naposledy se představil v dabingové roli dikobraza Ikkiho v remaku Knihy džunglí, jenž měl premiéru po jeho smrti v roce 2016.
Shandling trpěl hypertyreózou. Zemřel 24. března 2016 v Saint John's Health Center v kalifornské Santa Monice ve věku 66 let poté, co doma zkolaboval a upadl do bezvědomí. Za příčinu úmrtí pitva uvedla plicní embolii.